# Pietro Tagliavia d'Aragona
Pietro Tagliavia d’Aragona of d’Aragonia (Palermo, 1499 – aldaar, 5 augustus 1558) was eerst bisschop van Agrigento en vervolgens kardinaal-aartsbisschop van Palermo in het Spaanse onderkoninkrijk Sicilië. Hij droeg de titel van primaat van het koninkrijk Sicilië. 
Hij was enkele maanden president van Sicilië in het jaar 1557, op vraag van koning Filips II van Spanje.

## Levensloop
Hij behoorde tot de adellijke familie Tagliavia op Sicilië. Zijn vader was Gian Vincenzo Tagliavia en was gehuwd met Beatrice van Aragon in 1522; hun nazaten voegden de naam d’Aragona toe aan hun naam.
De familie Tagliavia was loyaal aan de Kroon van Aragon die Sicilië bestuurde, en later aan de Spaanse Habsburgers.
Tagliavia werd tot bisschop van Agrigento verkozen in 1537. In 1541 zat hij in de hofhouding van keizer Karel V wanneer deze in Regensburg deelnam aan debatten tussen katholieken en protestanten. 
Karel V liet hem benoemen tot aartsbisschop van Palermo (1544). Tagliavia nam deel aan het Concilie van Trente in de jaren 1545-1547 en 1551-1552; op keizerlijk bevel volgde hij de concilievaders niet wanneer deze in Bologna vergaderden. Hij bleek in deze periode alleszins weinig in Palermo te verblijven. Wel schreef hij brieven naar Palermo om zich te informeren. Twee vicarissen bestuurden voor hem het aartsbisdom. In Trente liet Tagliavia zich opmerken door een pleidooi voor een zekere vrijheid voor reguliere geestelijken in de pastorale zorg; zij moesten zich niet onderwerpen aan het gezag van de bisschoppen, maar wel aan hun kloosteroversten.
Afgevaardigden van het koninkrijk Sicilië bepleitten bij keizer Karel V de kardinaalshoed voor Tagliavia (1545). Wanneer de keizer dit overmaakte aan paus Julius III kreeg hij geen gehoor. De paus wenste geen haast te maken van de opname van een keizersgezinde Italiaan in het kardinaalscollege. Pas in 1553 werd Tagliavia kardinaal; hij werd tot kardinaal-priester benoemd van de San Callisto in Rome. Tagliavia kreeg de opdracht van paus Paulus III om kloosters in Palermo te hervormen. Dit behoorde niet tot zijn bevoegdheid en hij bepleitte het omgekeerde op het Concilie van Trente. In 1555 organiseerde Tagliavia een synode om orde op zaken te stellen. 
Tagliavia werd benoemd tot titulair abt van de Abbazia del Cerreto, in het moderne Abbadia Cerreto in Lombardije; dit was een eeuwenoude cisterciënzerabdij.
De ijver waarmee Tagliavia zijn aartsbisschoppelijke autoriteit verdedigde, bracht hem in conflict met de machtige Inquisitie op Sicilië. Hij bekloeg zich over de Inquisitie bij keizer Karel V (1548). Tagliavia wou alle processen over bigamie, hekserij en sterrenwichelarij in de aartsbisschoppelijke rechtbank en niet bij de Inquisitie. Onderkoning Juan de Vega steunde Tagliavia hierin (1555) en Tagliavia kreeg finaal wat hij wou. Dit vermeerderde het prestige van kardinaal-aartsbisschop Tagliavia.
Nadat Juan de Vega zich teruggetrokken had als onderkoning van Sicilië, mocht Tagliavia van februari 1557 tot mei 1557 hem vervangen; koning Filips II verleende hem de titel ‘president van het koninkrijk Sicilië’.
Tagliavia stierf in Palermo in 1558, waarna hij werd begraven in de kathedraal van Palermo. Een oude Romeinse sarcofaag gelegen in de crypte werd zijn graftombe.